# 我が国の防衛力の抜本的な強化等のために必要な財源の確保に関する特別措置法
我が国の防衛力の抜本的な強化等のために必要な財源の確保に関する特別措置法（わがくにのぼうえいりょくのばっぽんてきなきょうかとうのためにひつようなざいげんのかくほにかんするとくべつそちほう、令和5年法律第69号）は、2023年度以降の防衛費や在日米軍関係費用などの財源確保に関する法律で、財政法の「特別の資金」を一般会計に所属させて設置し、更に特別会計に関する法律などに対する特例を設ける特措法。略称は、防衛財源確保法、防衛力財源確保特措法、軍拡財源確保法など。
主に税収によらない財源として「防衛力強化資金」の創設や「防衛力強化税外収入」の確保を行うとするもの。

## 概要
2022年12月16日に、新たな「防衛力整備計画」が閣議決定され、ここで令和5年度から5年間で43兆円が自衛隊などの防衛力の整備費用として概算されたが、これにつき、当初予算を上回る額について確保するために、「防衛力強化税外収入」を活用し、更に「防衛力強化資金」を創設して、これに「防衛力強化税外収入」を繰り入れて年度を超えて防衛財源にあてるなどとする法案が閣法として第211回国会に提出され、2023年6月16日に成立した。
立憲民主党、日本維新の会、共産党、国民民主党は、各党で防衛政策などに関して相違する点があったが、防衛増税に反対するという点で一致し、法案に反対した。

## 構成
- 第1章 総則（第1条）
- 第2章 財政投融資特別会計財政融資資金勘定及び外国為替資金特別会計からの一般会計への繰入れ（第2条・第3条）
- 第3章 独立行政法人国立病院機構及び独立行政法人地域医療機能推進機構の国庫納付金の納付の特例（第4条・第5条）
- 第4章 防衛力強化資金（第6条 - 第13条）
- 第5章 防衛力強化税外収入の使途（第14条）
- 附則

## 立法理由
財務省は立法理由を、「令和五年度以降における我が国の防衛力の抜本的な強化及び抜本的に強化された防衛力の安定的な維持に必要な財源を確保するための特別措置として、財政投融資特別会計財政融資資金勘定からの一般会計への繰入れの特例に関する措置及び外国為替資金特別会計からの一般会計への繰入れの特別措置並びに独立行政法人国立病院機構及び独立行政法人地域医療機能推進機構の国庫納付金の納付の特例に関する措置を講ずるとともに、防衛力強化資金の設置等について定める必要がある」としている。

## 指摘
財政赤字の日本国において特別会計の剰余金などを防衛費の税外収入にあてると、赤字国債の新規発行を促したり、これ自体が政府債務のマネーロンダリングになるという指摘や、「防衛力強化資金」が国家予算の単年度主義に反している、あるいは国会による財政民主主義が不完全などという指摘がある。